# رودريك دالاس
رودريك دالاس (بالإنجليزية: Roderic Dallas) (و. 1891 – 1918 م) هو ضابط، وطيار أسترالي، ولد في Esk, Queensland ‏، ويحمل رتبة عسكرية رائد، توفي في ليفين، باد كاليه، عن عمر يناهز 27 عاماً ، بسبب قتل في معركة.

## الخدمة العسكرية
خدم في سلاح الجو الملكي، وخدم في البحرية الملكية البريطانية.

## جوائز
حصل على جوائز منها:
نيشان الخدمة المتميزة ‏